# Tobais
Le Tobais est un petit ruisseau de Belgique, dans le Brabant wallon, affluent de la Thyle, donc sous-affluent de l'Escaut par la Dyle et le Rupel. 

## Géographie
Il prend sa source près du village de Mellery, parcourt environ 3,5 kilomètres avant de se jeter dans le Ri de Gentilsart à Tilly.
En aval, il se fait appeler « l'Arbreuron ».